# Tipula pontica
Tipula pontica är en tvåvingeart som beskrevs av Evgenyi Nikolayevich Savchenko 1964. Tipula pontica ingår i släktet Tipula och familjen storharkrankar. Inga underarter finns listade i Catalogue of Life.